# Südhänge des Neckartales, Berghänge des Haugenloches, Alte Bildechinger Steige, Altheimer Tal und angrenzende Hochflächen
Die Südhänge des Neckartales, Berghänge des Haugenloches, Alte Bildechinger Steige, Altheimer Tal und angrenzenden Hochflächen wurden vom Landratsamt Horb am 26. Juli 1965 durch Verordnung als Landschaftsschutzgebiet ausgewiesen. Das Schutzgebiet befindet sich auf dem Gebiet der Stadt Horb am Neckar im Landkreis Freudenstadt.

## Lage
Das Landschaftsschutzgebiet nördlich der Kernstadt von Horb und trennt diese mom Stadtteil Hohenberg. Naturräumlich gehört das Gebiet zu den Oberen Gäuen.

## Landschaftscharakter
Es handelt sich um einen charakteristischen Landschaftsausschnitt des oberen Neckarraums mit kleinteilig strukturierter Kulturlandschaft. die Hänge sind überwiegend bewaldet, die ebeneren Flächen landwirtschaftlich als Äcker, Wiesen, Streuobstwiesen oder Weiden genutzt. Teilweise finden sich noch relikte historischer Nutzungsformen, wie Wacholderheiden und Magerrasen, die früher als Schafweide genutzt wurden. Im Süden des Gebietes befindet sich ein Campingplatz.

## Zusammenhängende Schutzgebiete
Das Naturschutzgebiet Kugler Hang liegt zwischen den beiden Teilgebieten des Landschaftsschutzgebiets. Im Süden grenzt das Naturschutzgebiet Osterhalde an, im Nordosten das Landschaftsschutzgebiet Wacholderheide Rauschbart. Außerdem überschneidet es sich in Teilen mit dem FFH-Gebiet Horber Neckarhänge. Eine Sommerlinde und eine Kiefer sind als Naturdenkmale geschützt.